# Balfour, Mpumalanga

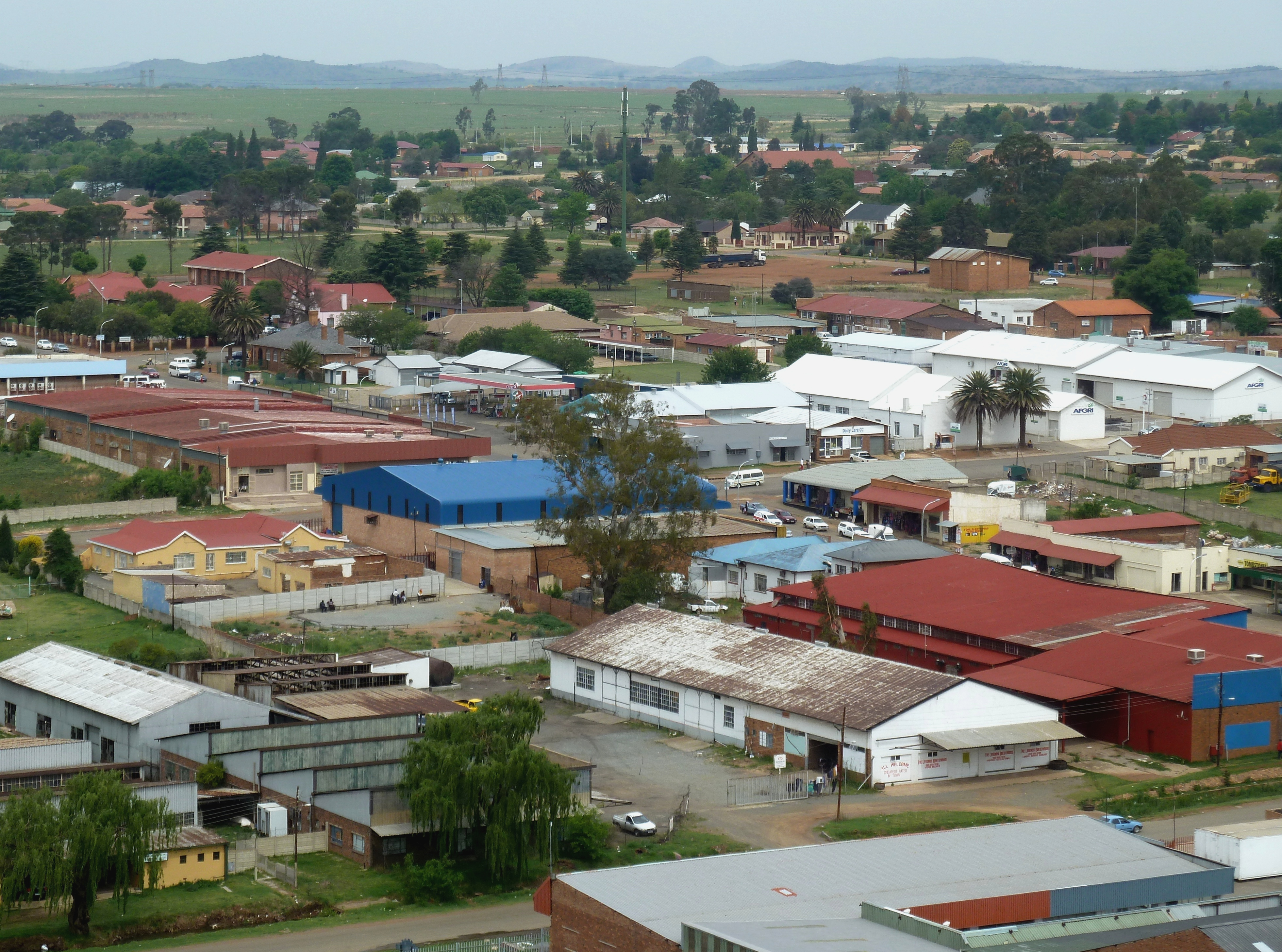

Balfour este un oraș din provincia Mpumalanga, Africa de Sud.